# アルファロメオ・8Cコンペティツィオーネ

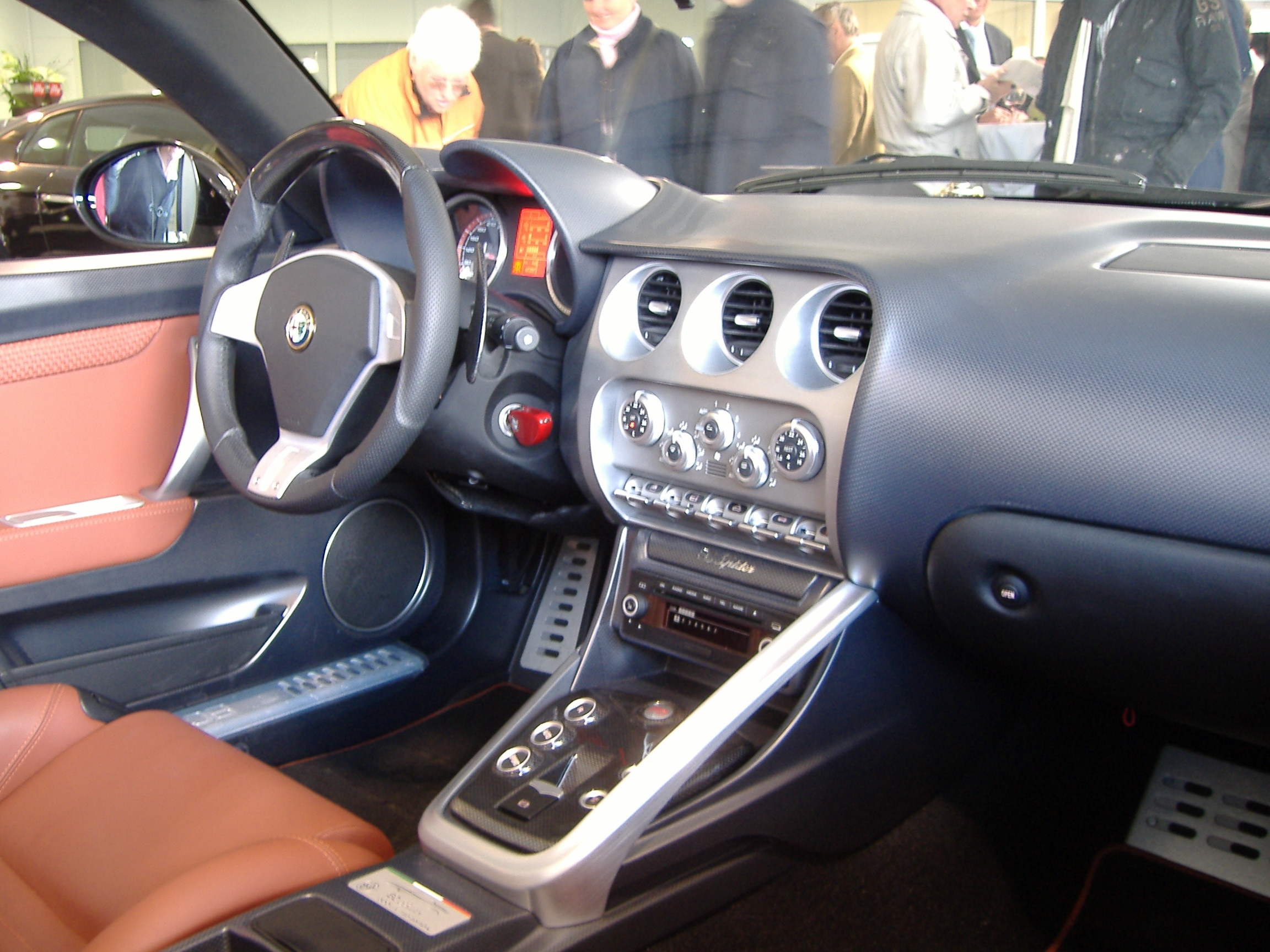
運転席

8Cコンペティツィオーネ（8C Competizione ）は、イタリアの自動車メーカーアルファロメオが製造販売したクーペ型のスポーツカーである。

## 概要
2003年のフランクフルトモーターショーでコンセプトモデルを発表。マセラティ・3200GTをベースに第二次世界大戦前のアルファロメオを彷彿とさせるエクステリアデザインが与えられ、エンジンは3200GTと同じマセラティ製の3.2L V型8気筒ツインターボをフロントに搭載した。
その後、2006年のモンディアル・ド・ロトモビルで量産型を発表。全世界500台の限定生産で、アルファロメオにとってはSZ以来久々の2シーターFRクーペである。
アルファデザインセンターによるデザインに大きな変更はなく、生産はイタリア・モンツァのマセラティの工場で行われる。エンジンはコンセプトモデルから変更され、4.7L V8 自然吸気エンジン（450PS/7,000rpm、470N·m/4,750rpm）となった。最大トルクの80%を2,500rpmで発生する一方、レブリミットは7,500rpmと高回転型のエンジンに仕上がっている。
トランスミッションはフェラーリの「F1マチック」、マセラティの「カンビオコルサ」と同じ6速セミATの「Qセレクト」である。
2006年10月、日本で予約受付を開始。価格は2,200万円。200人以上の応募があったため、早々に締め切られた。結局日本への割り当て台数を増やし、イタリアに70台、アメリカ合衆国に99台、日本には70台が割り当てられた。
2007年4月、日本で初披露されたが、この時にはすでに完売しているという異例の事態となった。クーペボディのほか、スパイダーモデルも発売された。フルカーボンボディモデルと少量だが数種類のボディ（FRP製）も試作され、市場に出回っている模様。

「8C」は1930-1940年代のレーシングカーのコード名、「コンペティツィオーネ」は1949年と1950年にミッレミリアで活躍した「6C 2500 コンペティツィオーネ」に由来しており、イタリア語で競技車（サーキット専用車）を指す言葉としてのコンペティツィオーネではなく、公道の走行にも対応している。

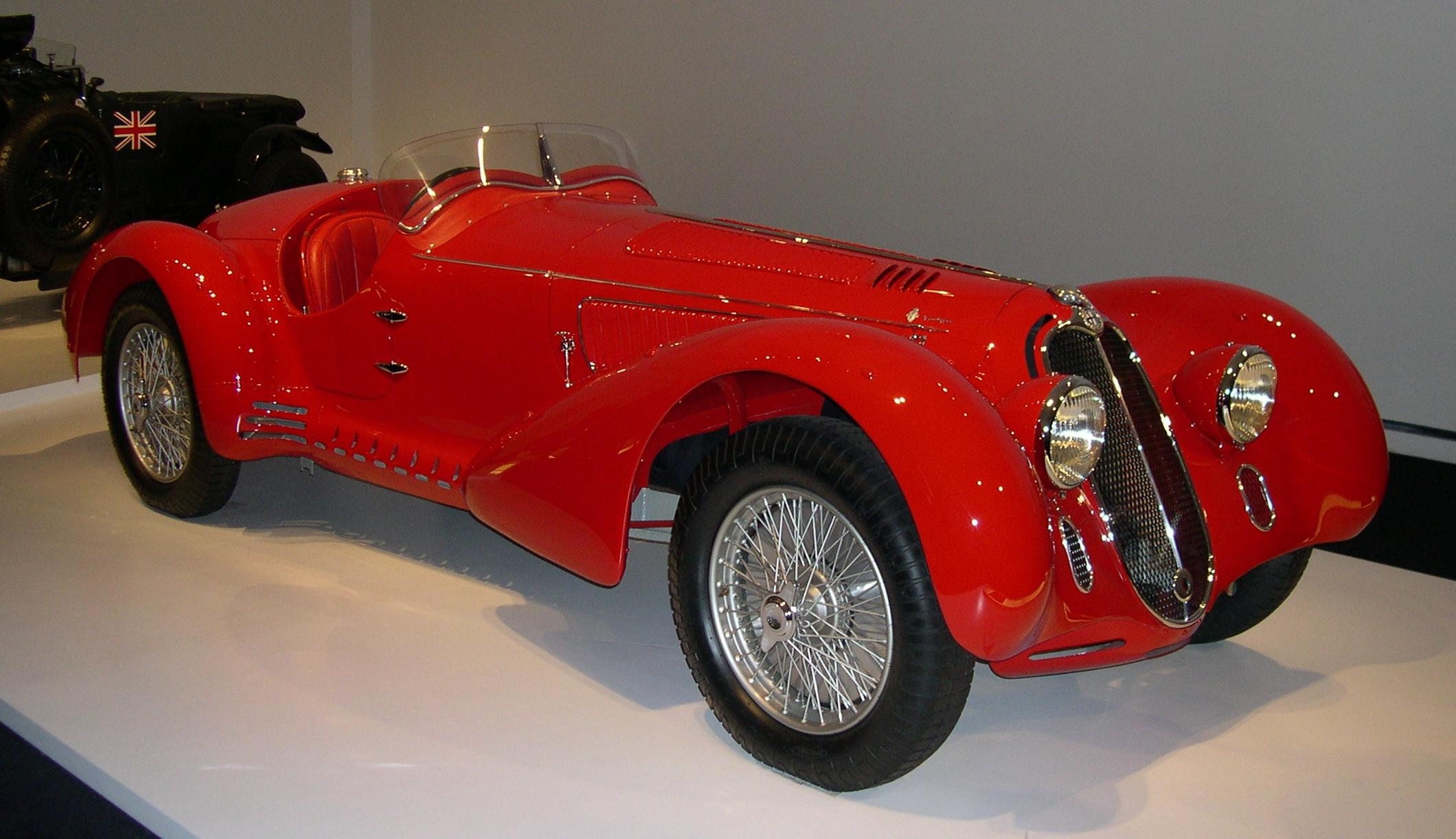
「8C」の由来となったレーシングカー
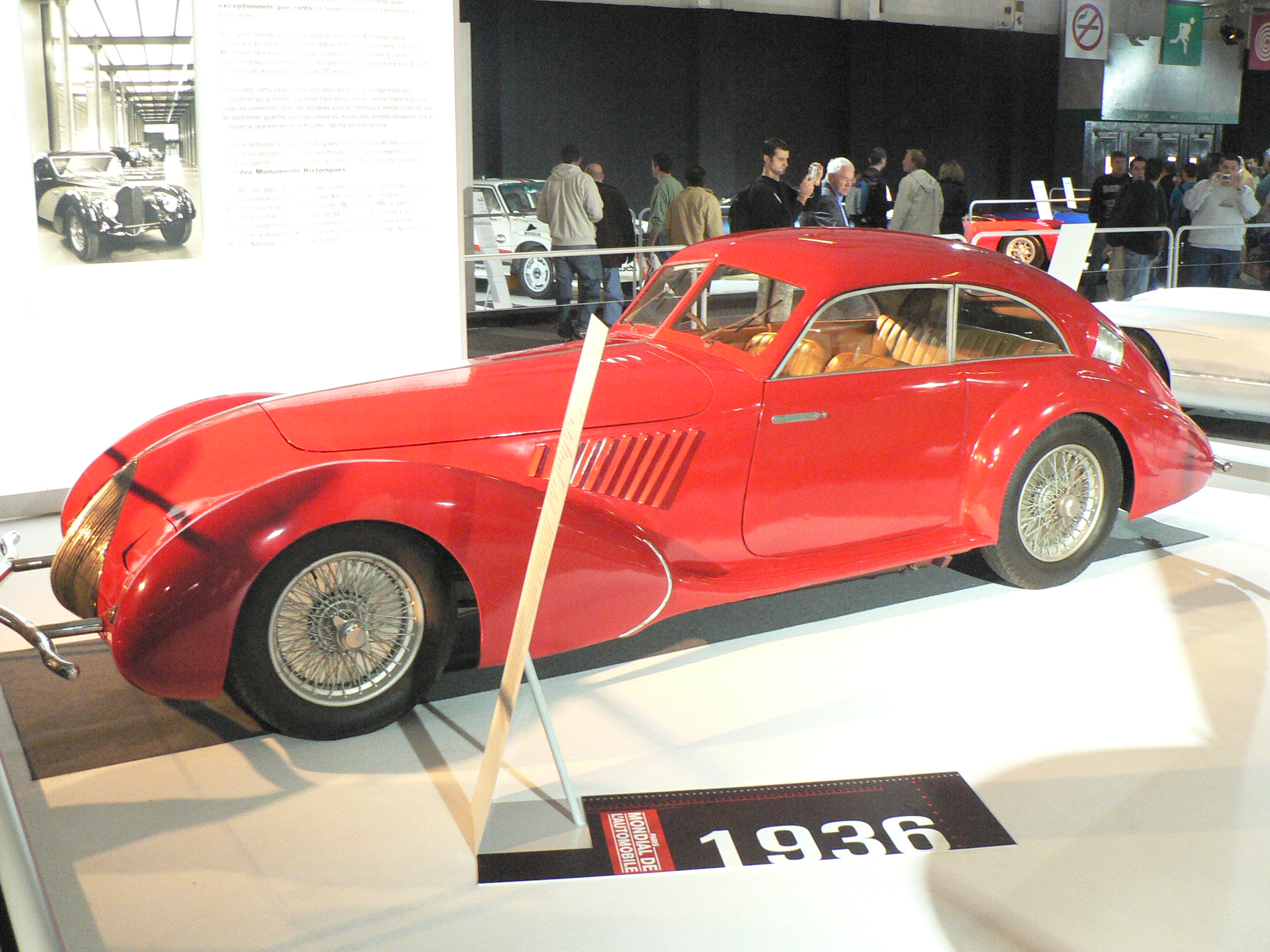
1936年の8Cクーペ